# Pistolet maszynowy Weaver PKS-9 Ultralite
Weaver PKS-9 Ultralite – amerykański pistolet maszynowy.
Słaba sprzedaż produkowanego przez Weaver Arms karabinka samopowtarzalnego Nighthawk sprawiła, że w połowie lat 80. rozpoczęto w tej firmie prace nad pistoletem maszynowym (dzięki rozszerzeniu oferty spodziewano się polepszenia pozycji rynkowej firmy). Efektem tych prac był PKS-9 Ultralite. Była to dzięki szerokiemu zastosowaniu stopów aluminium broń tania i o niewielkiej masie. Mała masa w połączeniu z dużą szybkostrzelnością powodowała jednak trudności z opanowaniem broni podczas strzelania.
W następnych latach powstawały kolejne wersje tej broni w tym pistolety maszynowe z różnymi rodzajami kolb (stałych i składanych), oraz pistolet szturmowy AP-9. Pomimo prób zainteresowania PKS-9 różnych formacji mundurowych sprzedaż była niewielka. Ostateczny kres produkcji przyniosło bankructwo firmy Weaver Arms w 1990 roku.